# Villas del Mediterráneo
Villas del Mediterráneo är en ort i Mexiko.   Den ligger i kommunen Aguascalientes och delstaten Aguascalientes, i den centrala delen av landet, 400 km nordväst om huvudstaden Mexico City. Villas del Mediterráneo ligger 1 844 meter över havet och antalet invånare är 608.
Terrängen runt Villas del Mediterráneo är huvudsakligen platt, men västerut är den kuperad. Runt Villas del Mediterráneo är det tätbefolkat, med 459 invånare per kvadratkilometer. Närmaste större samhälle är Aguascalientes, 6,5 km nordost om Villas del Mediterráneo. Trakten runt Villas del Mediterráneo består till största delen av jordbruksmark.